# ニッサン・モータースポーツ・インターナショナル
ニッサン・モータースポーツ・インターナショナル株式会社（英語: Nissan Motorsports International CO.LTD.）は、かつて存在した日産自動車の連結子会社。モータースポーツ向け自動車部品の設計・製造・販売、レースへの参戦などを行っていた。通称・愛称はニスモ (NISMO) 。
1984年に日産のワークス・チームのひとつである大森ワークスを母体に設立された。
2022年4月1日、株式会社オーテックジャパンと経営統合して社名を「日産モータースポーツ＆カスタマイズ株式会社」とした。以後本社はニスモ事業所に変更され、「NISMO」ブランドは継続する。

## レース活動

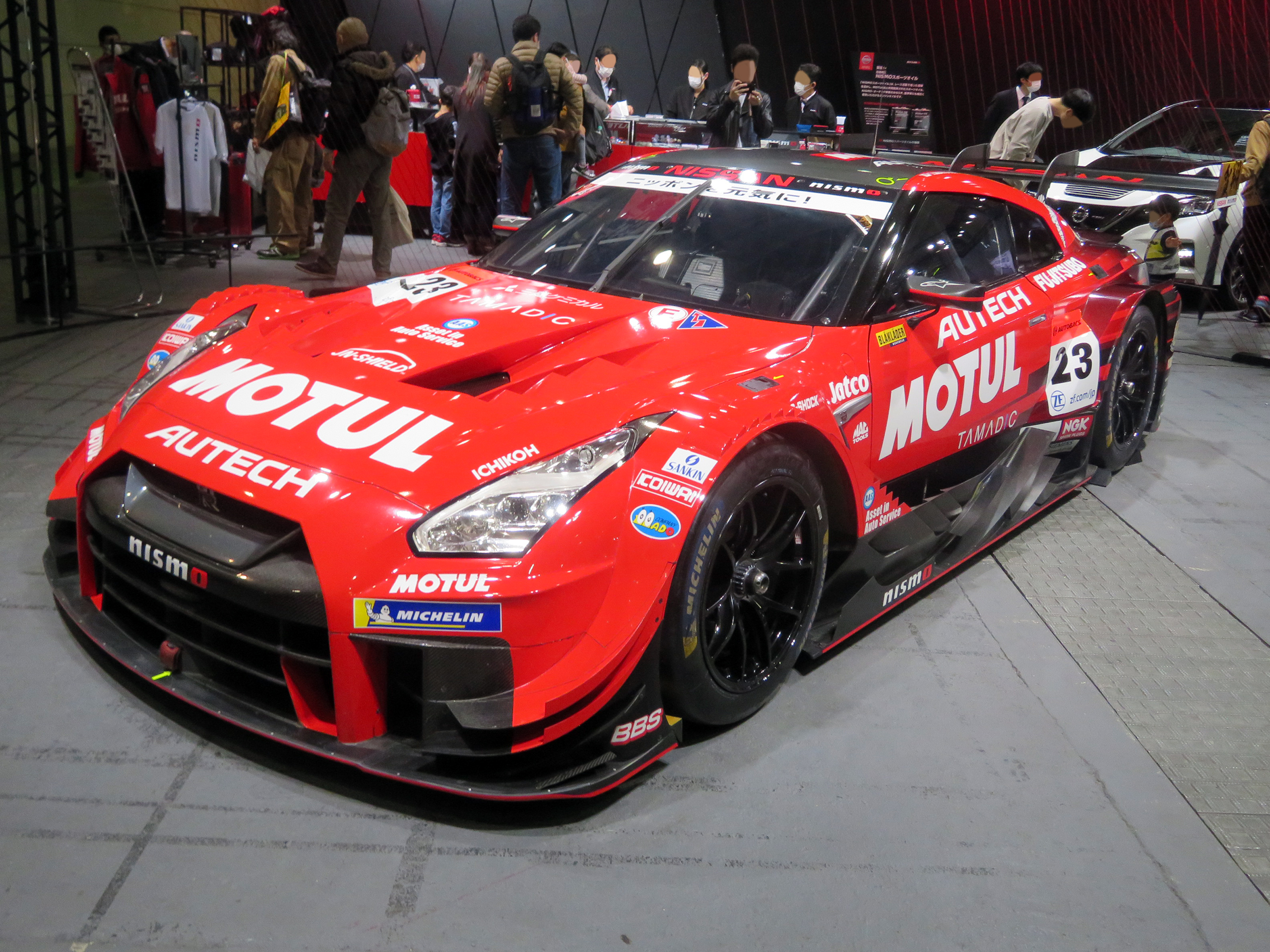
2019年マシン
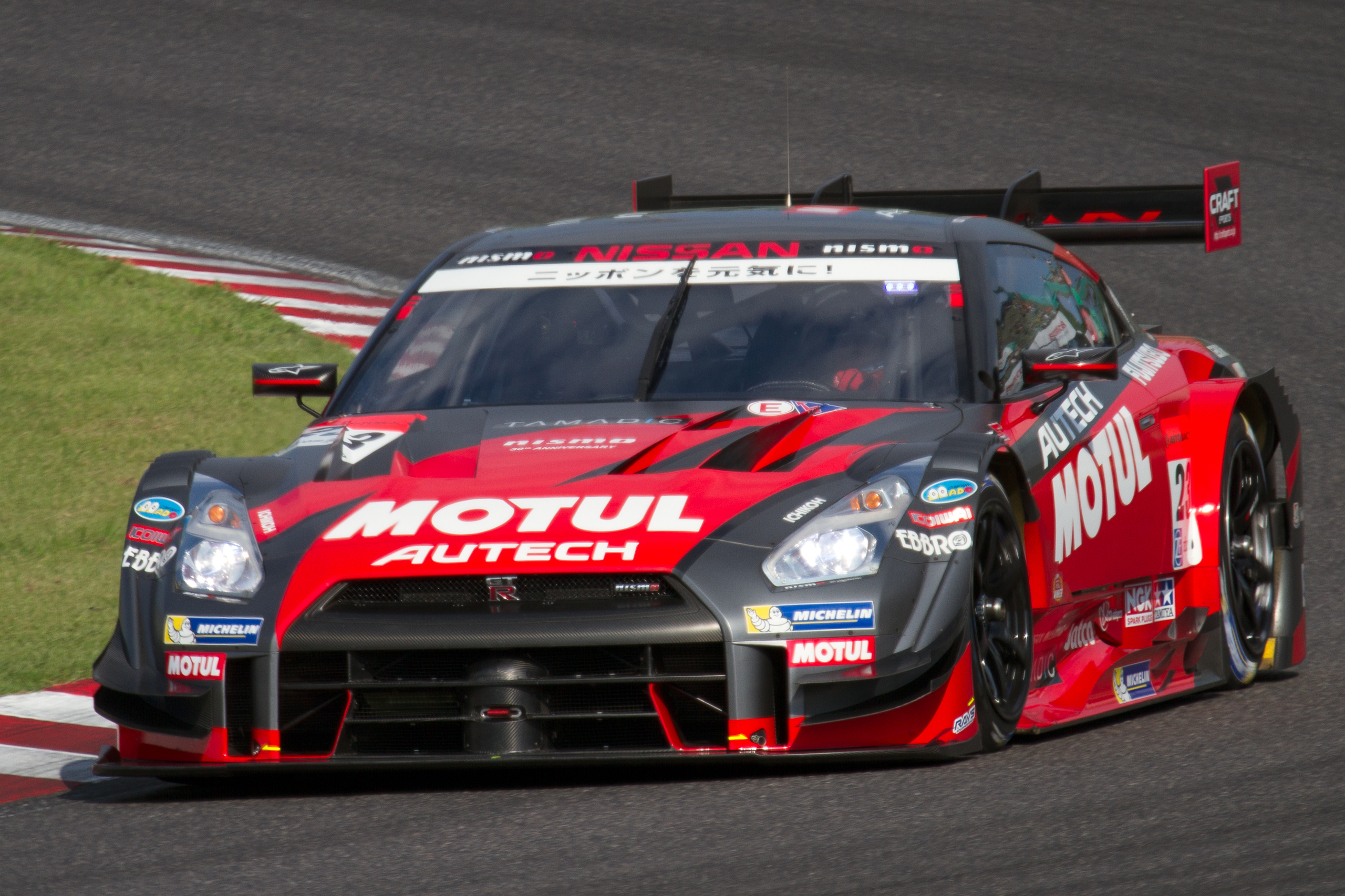
2014年マシン
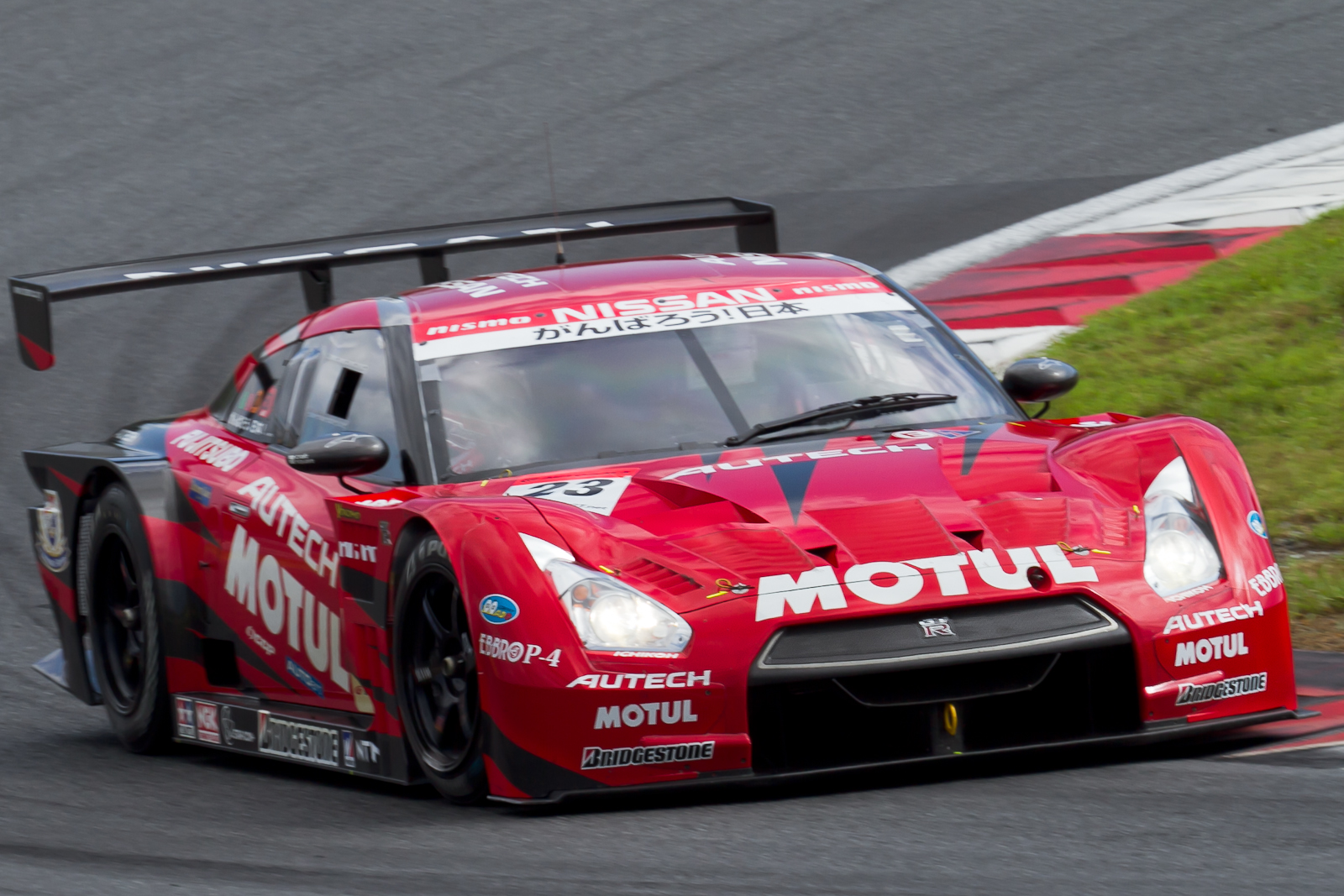
2011年マシン
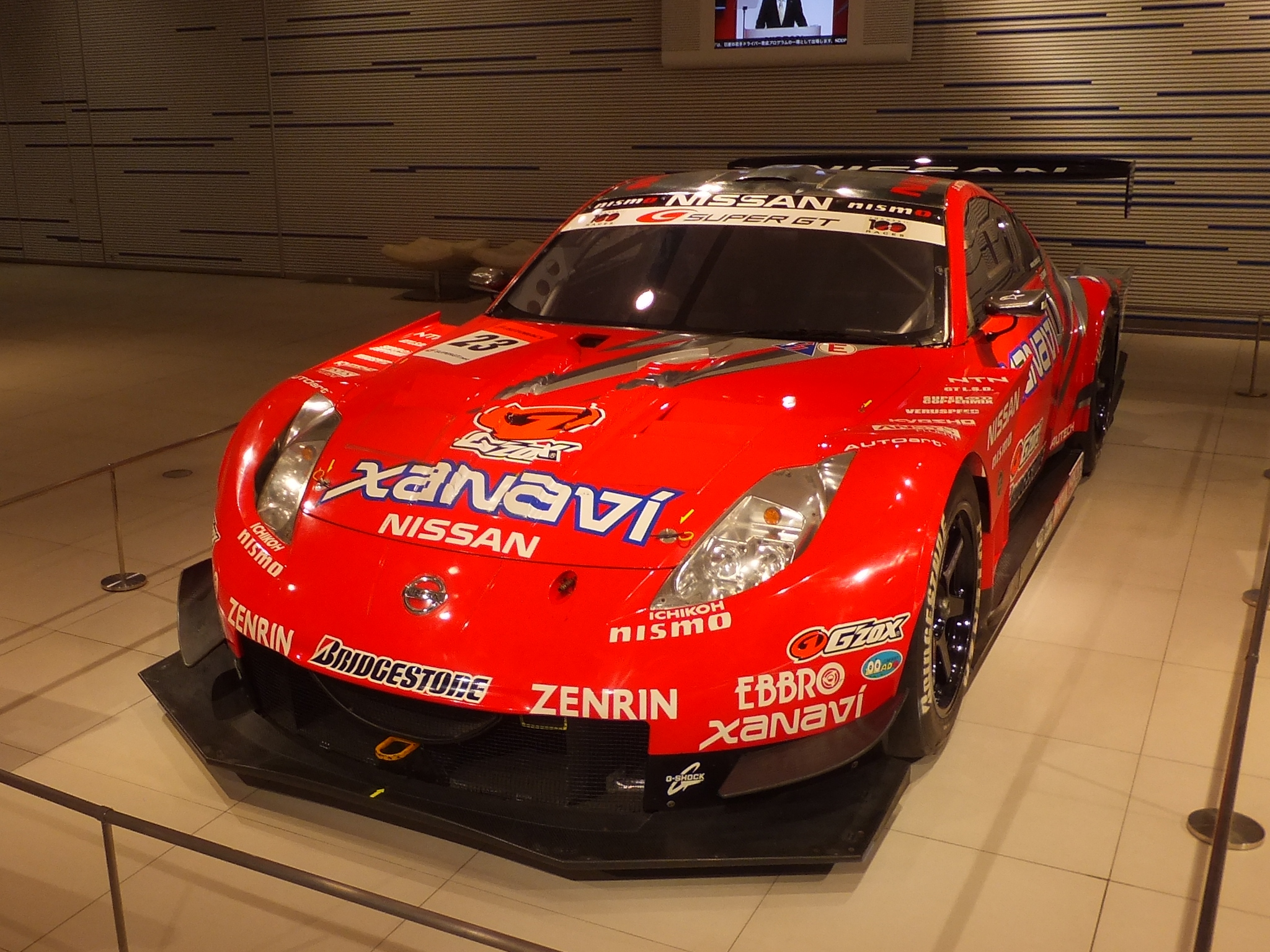
2007年マシン（23号車）
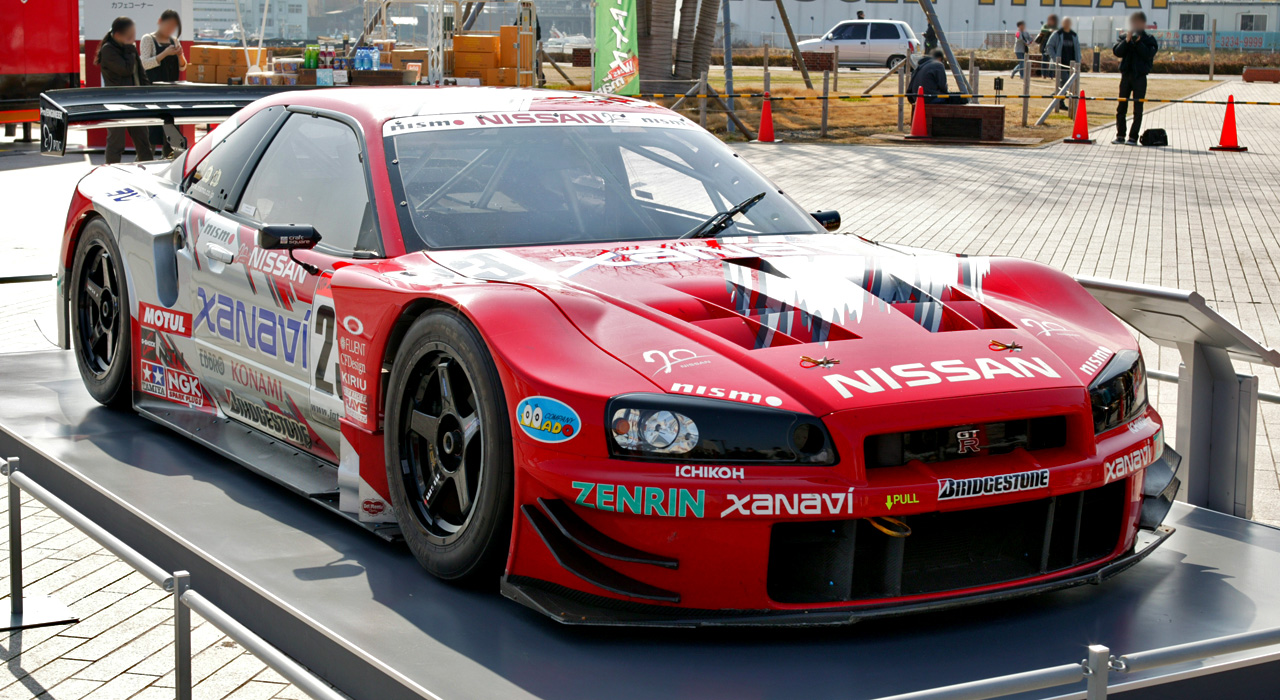
2003年マシン（23号車）
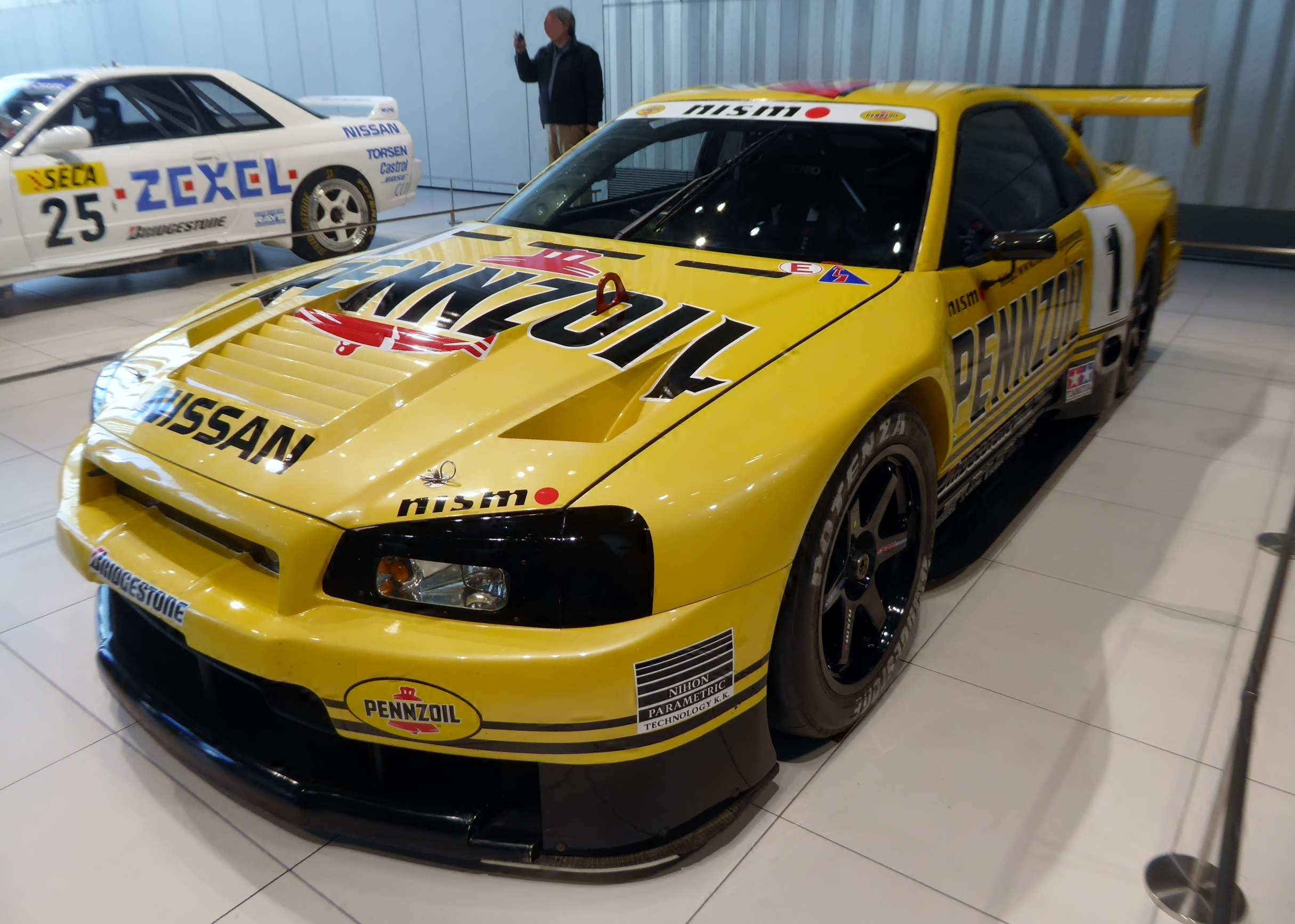
1999年マシン（1号車）
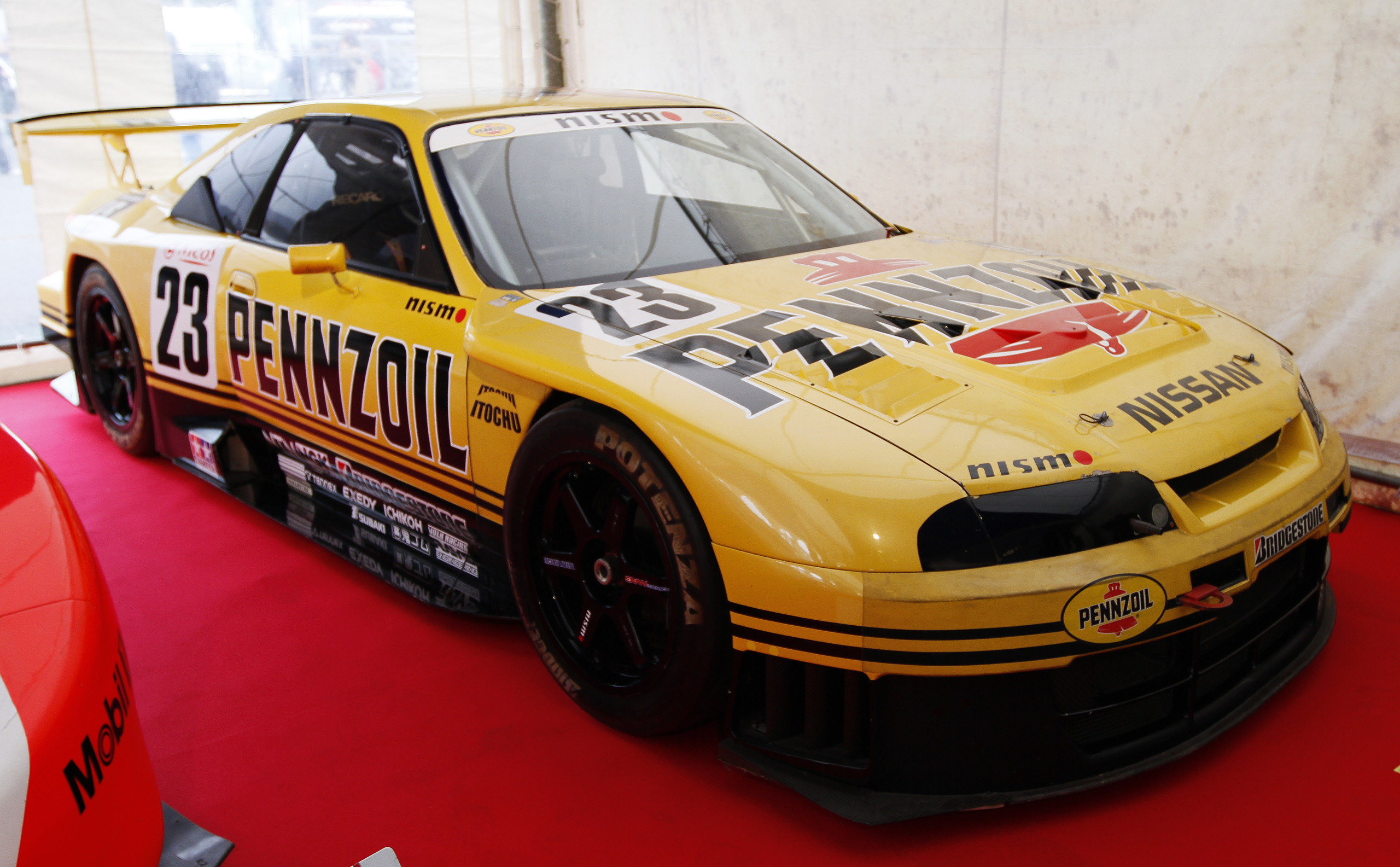
1998年マシン（22号車）

元々日産社内のワークスチームが分社化するかたちで設立されているため、設立当初から積極的にレース活動を行っている。当初は追浜の総合研究所、もしくは鶴見の技術車両設計部が車両・エンジンの開発を行い、NISMOがサーキットでのオペレーションを行うという役割分担が多かったが、後にNISMO自身で開発機能も持つようになった。
過去にはル・マン24時間レースなどの海外のレースや、国内レースの全日本スポーツプロトタイプカー耐久選手権 (JSPC) 、全日本ツーリングカー選手権 (JTC/JTCC) ・全日本GT選手権 (JGTC) →SUPER GTなどに参戦。数多くのタイトルを獲得している。

## NISMOロードカー
ニスモはレースでの経験・技術を活かした市販車用のパーツ類も製造・販売している。またそれらを利用して車両トータルのチューンアップを施したコンプリートカーも販売している。
2013年からは、親会社である日産との協業で「ニスモ・ブランド拡大戦略」を発表した。これまでの「メーカー直系のサード･パーティ」から「日産本体の正式なサブブランド」として位置づけを変更。ニスモの高性能を日産純正品質で保証したモデルとして開発し、順次各モデルに展開している。販売戦略も、日本国内の強化とともに本格的グローバル展開を図っている。
また2013年6月には、F1のウィリアムズチームの関連会社であるウイリアムズ・アドバンスド・エンジニアリングとの提携を発表した。2014年より順次日産車ベースの高性能市販車を共同開発・リリースしていくとしている。
2017年5月には、コンプリートカーの企画開発を、オーテックジャパンに新設した「ニスモカーズ事業部」に統合。マーケティング機能も備え、国内外のグローバル戦略の拠点となる。また、このことを機としてオーテックジャパンが毎年主催している「AOG湘南里帰りミーティング」の参加資格として、NISMOのロードカーも認められることになった。
NISMOバーションとしてロードカーを足回りや内外装、マフラー、アルミホイールのほか、グレードによっては吸排気系、コンピュータ、ECUにまで手が加えられ販売されている。オーテック事業所が一貫して架装を手掛ける。GT-R、フェアレディZ、ジューク、ノート、マーチ、リーフ、セレナ、パトロール、セントラに設定されている。
2017年11月24日に、日産がニスモのラインナップを充実させると共に、新たなるスポーティサブブランドとして「AUTECH（オーテック）」をラインナップとして展開することを発表した。これにより今後は、ピュアスポーツ志向のニスモ、プレミアムスポーティー志向のオーテックの二本立てで展開していくことになる。

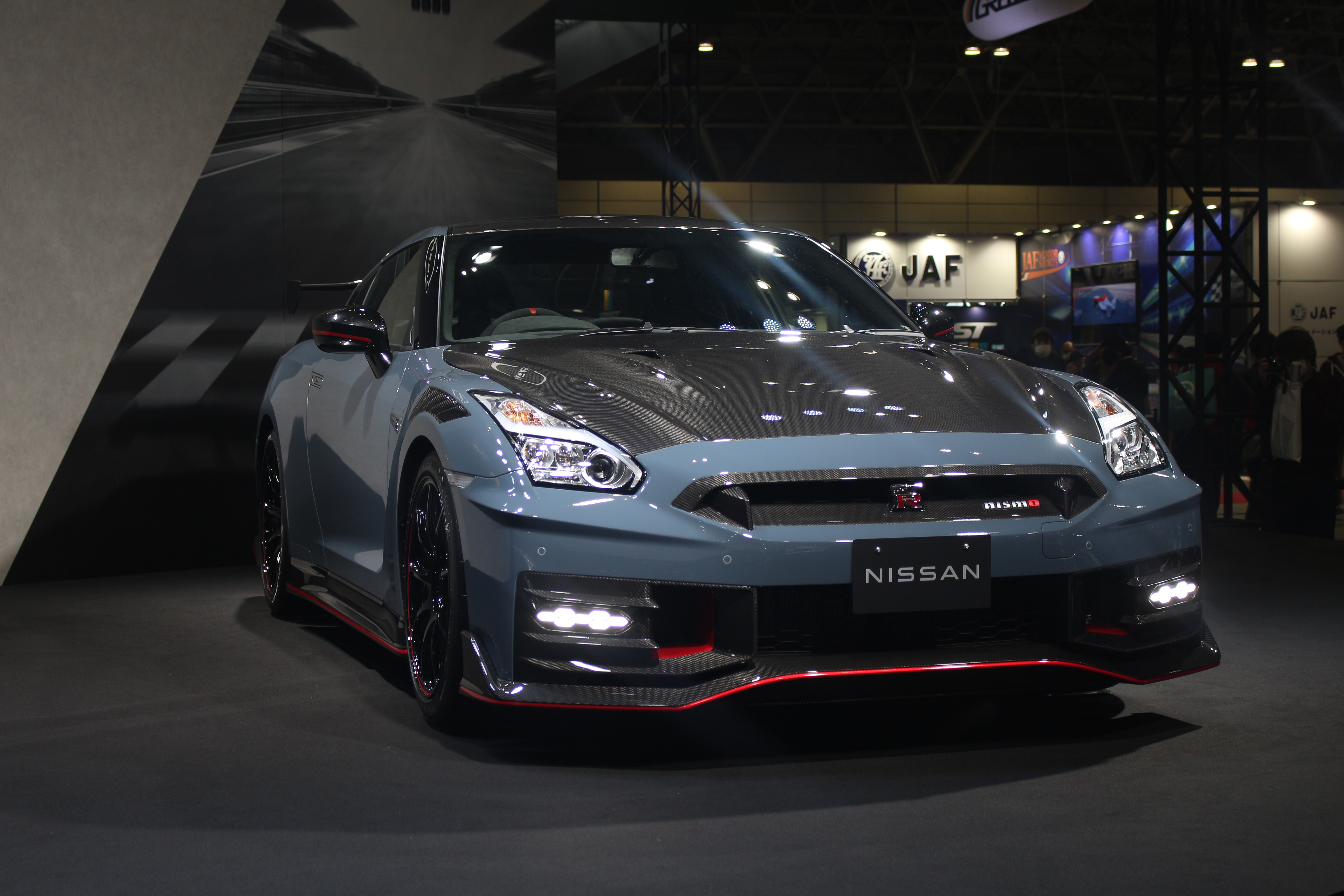
GT-R NISMO
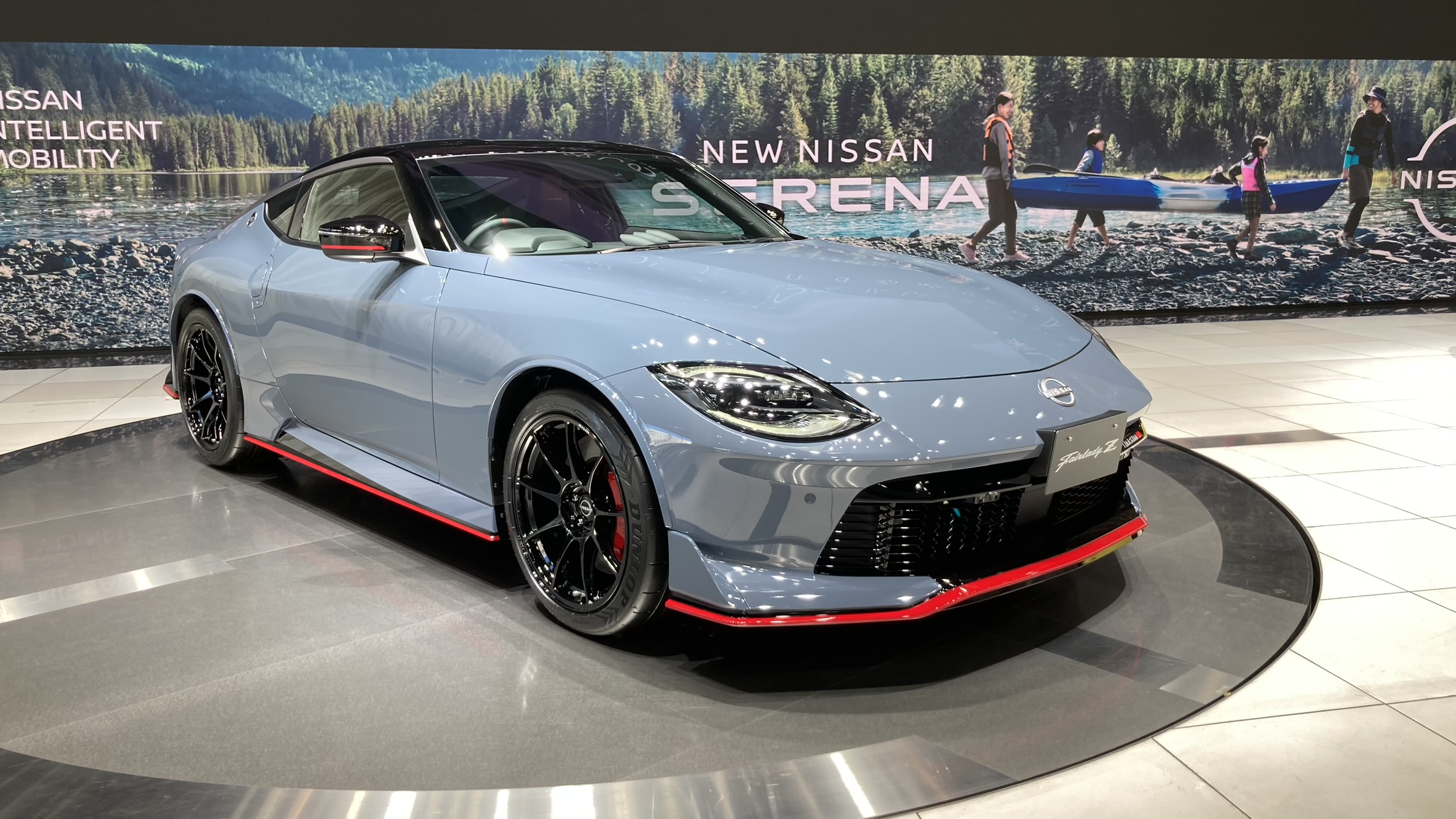
フェアレディZNISMO
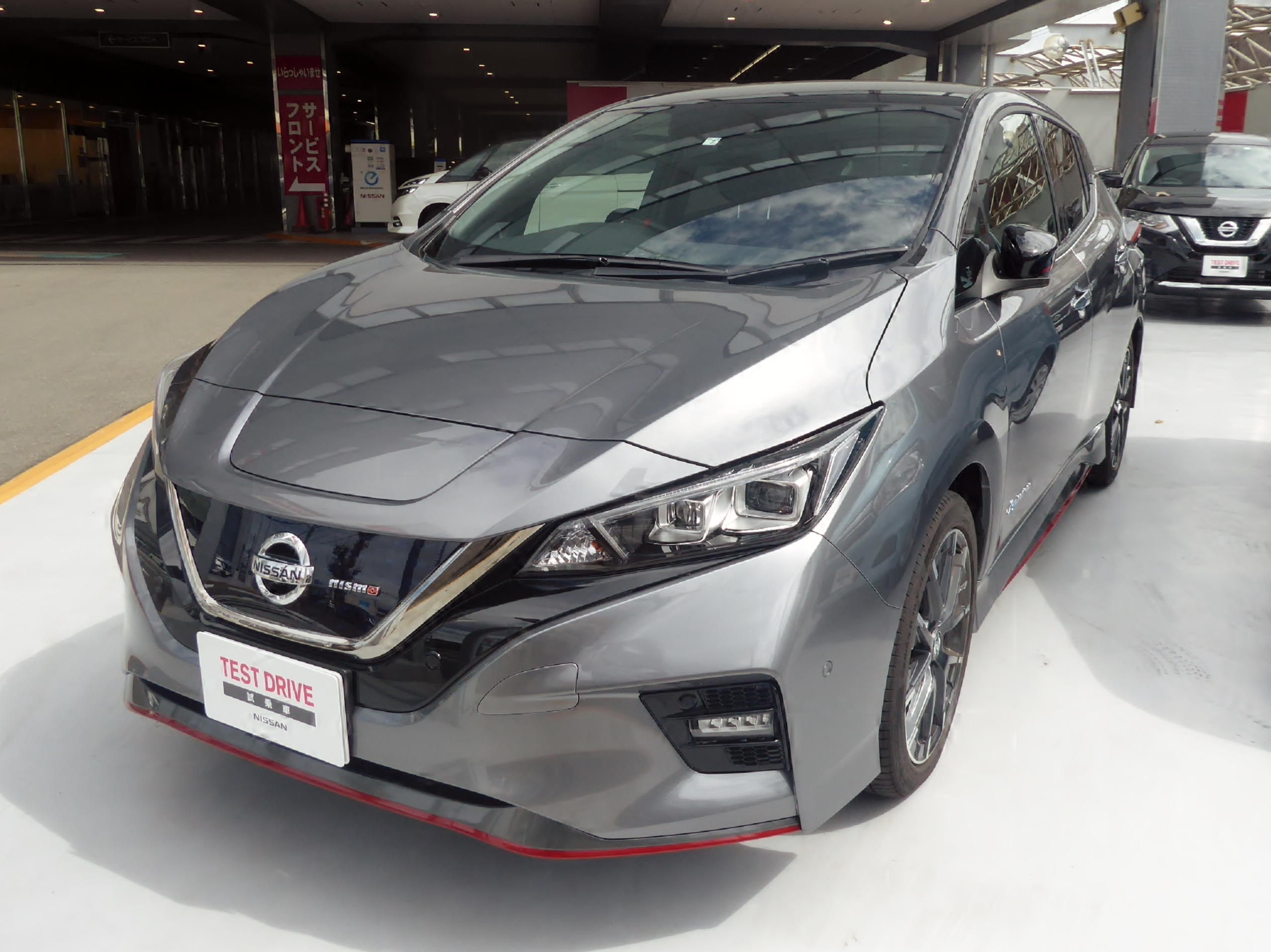
リーフNISMO
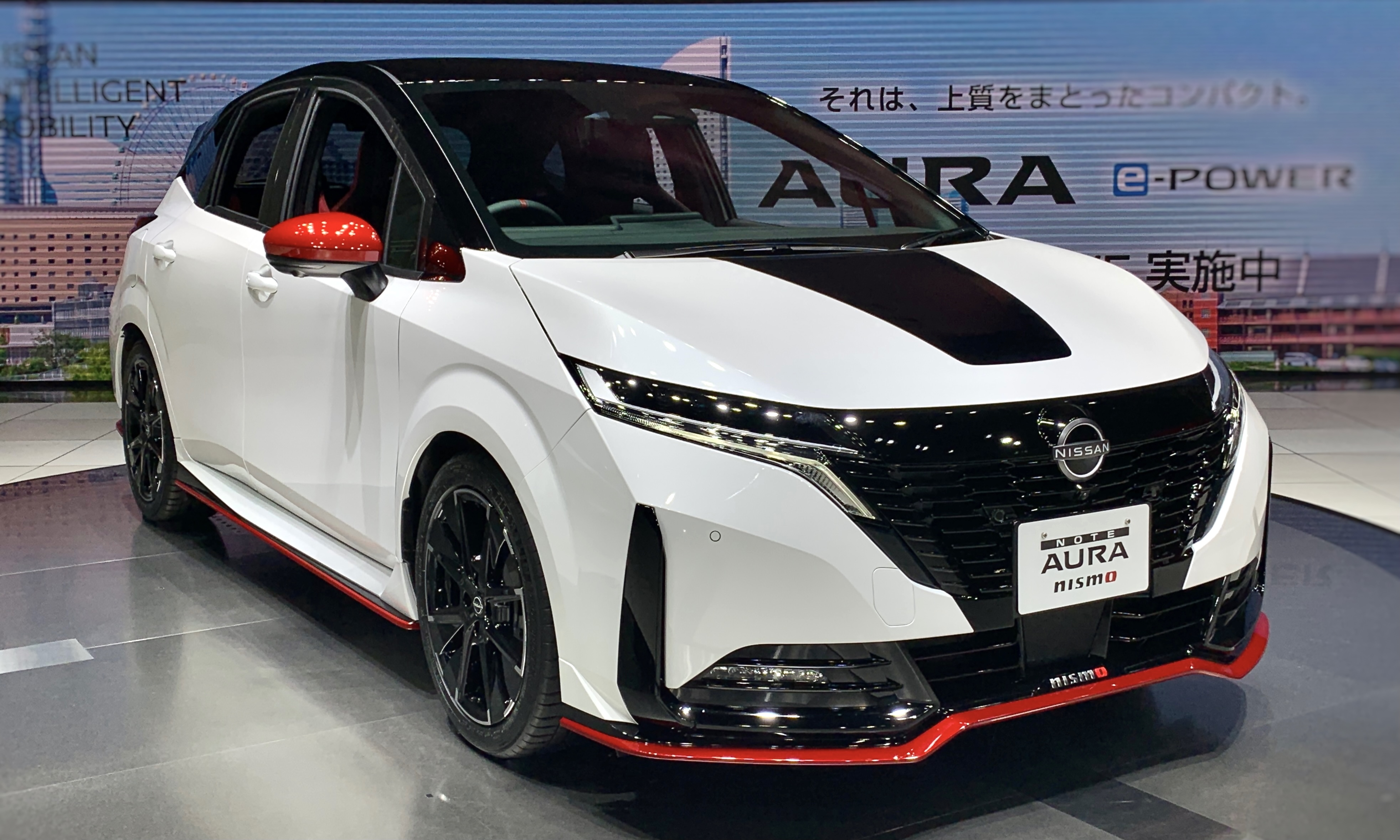
ノートオーラNISMO
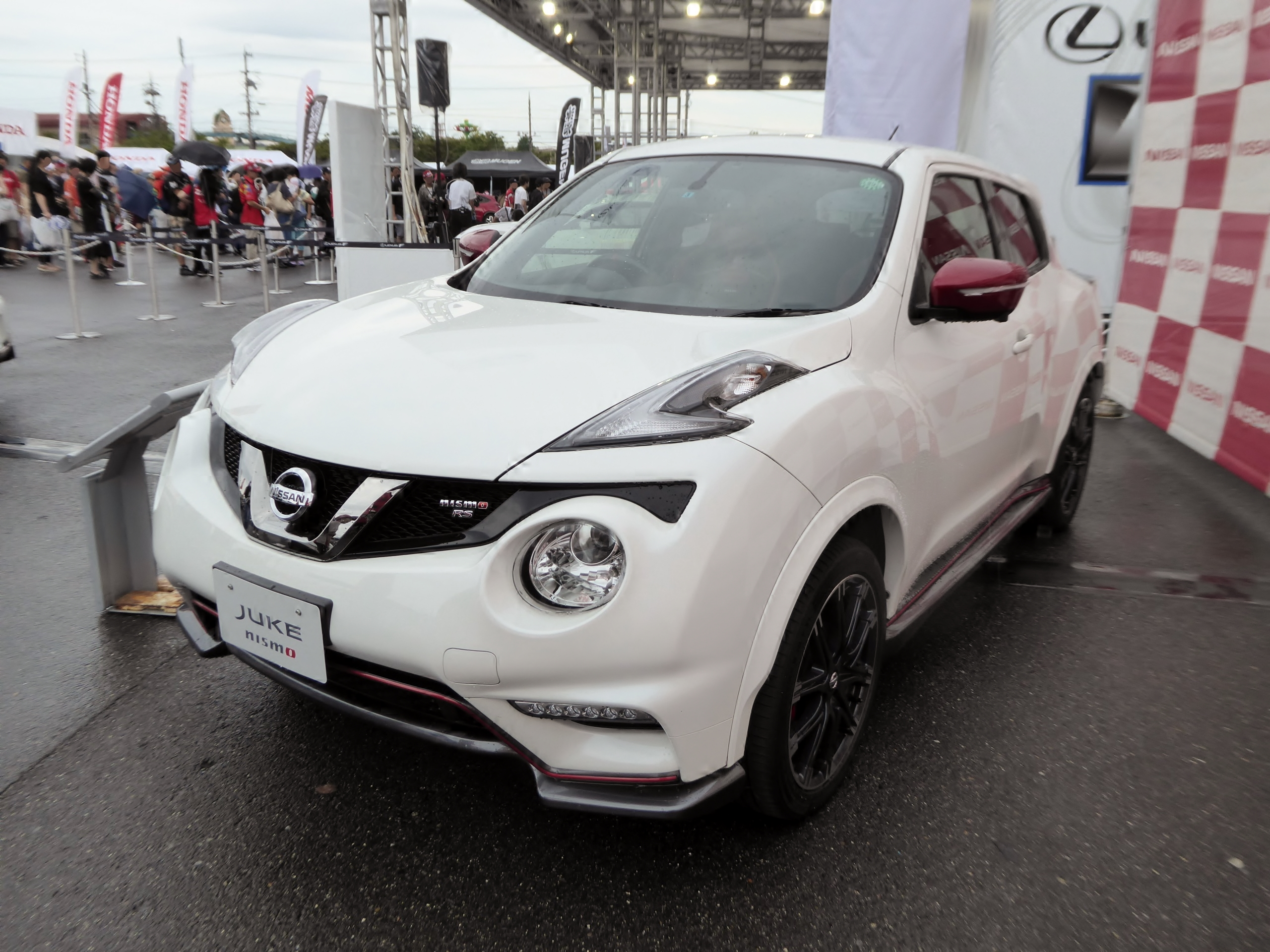
ジュークNISMO RS
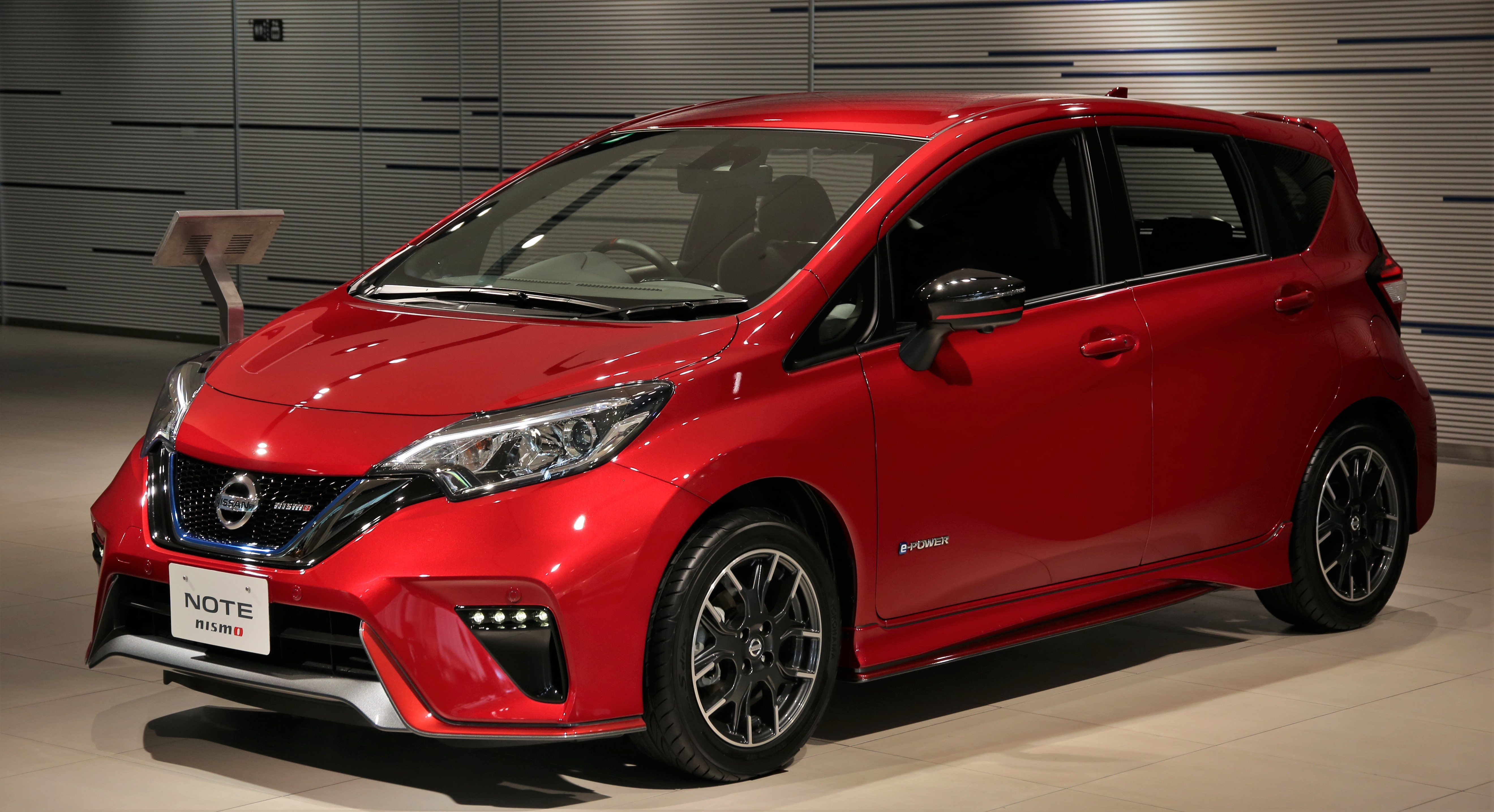
ノートe-POWER NISMO
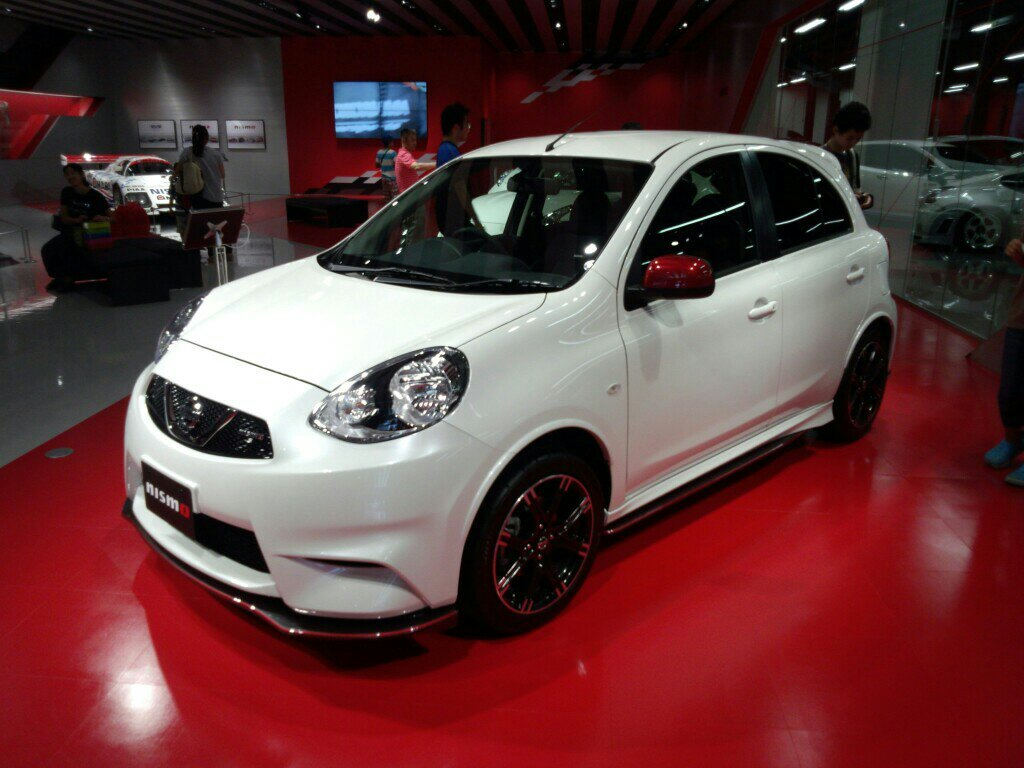
マーチNISMO S
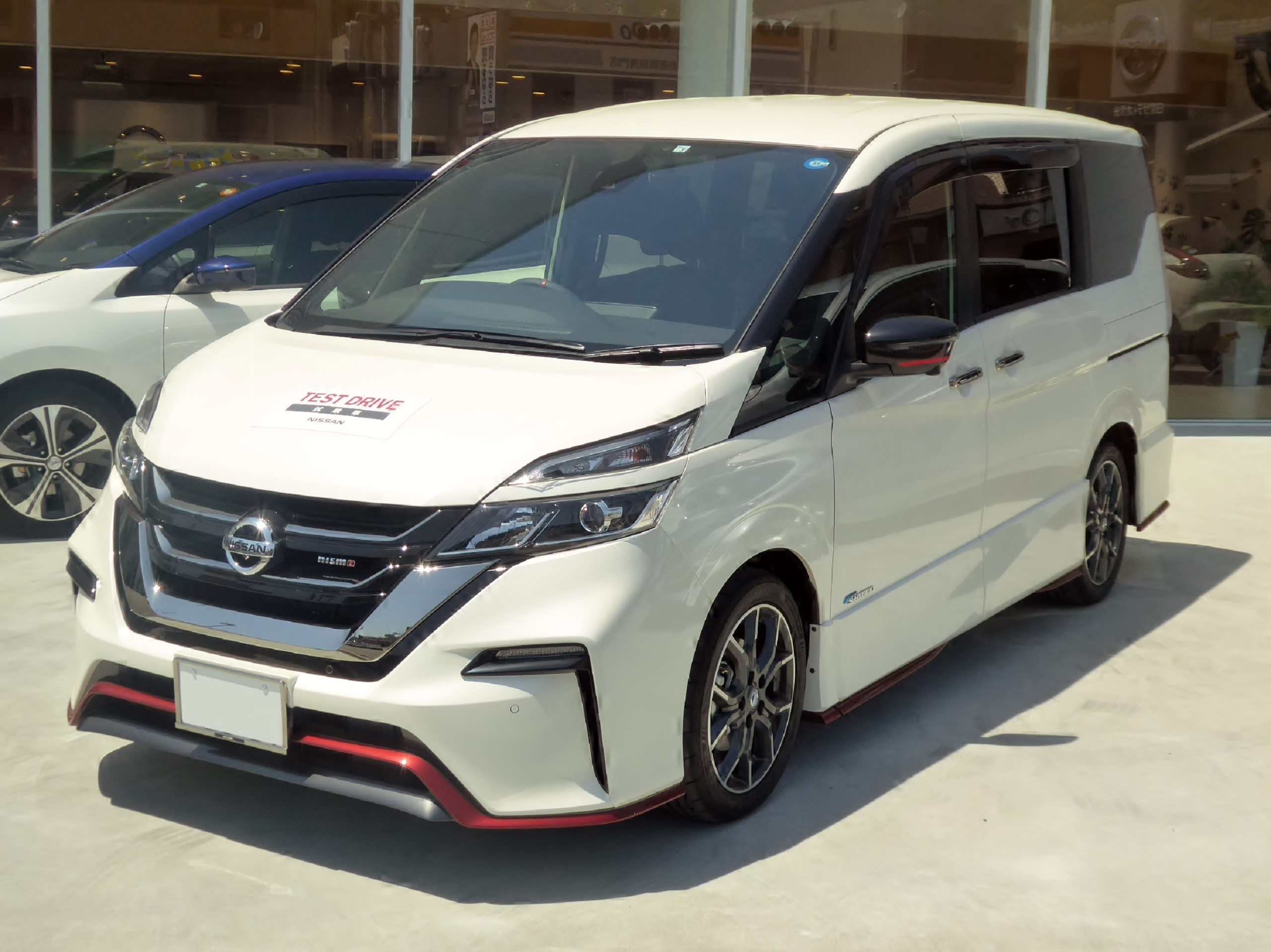
セレナNISMO
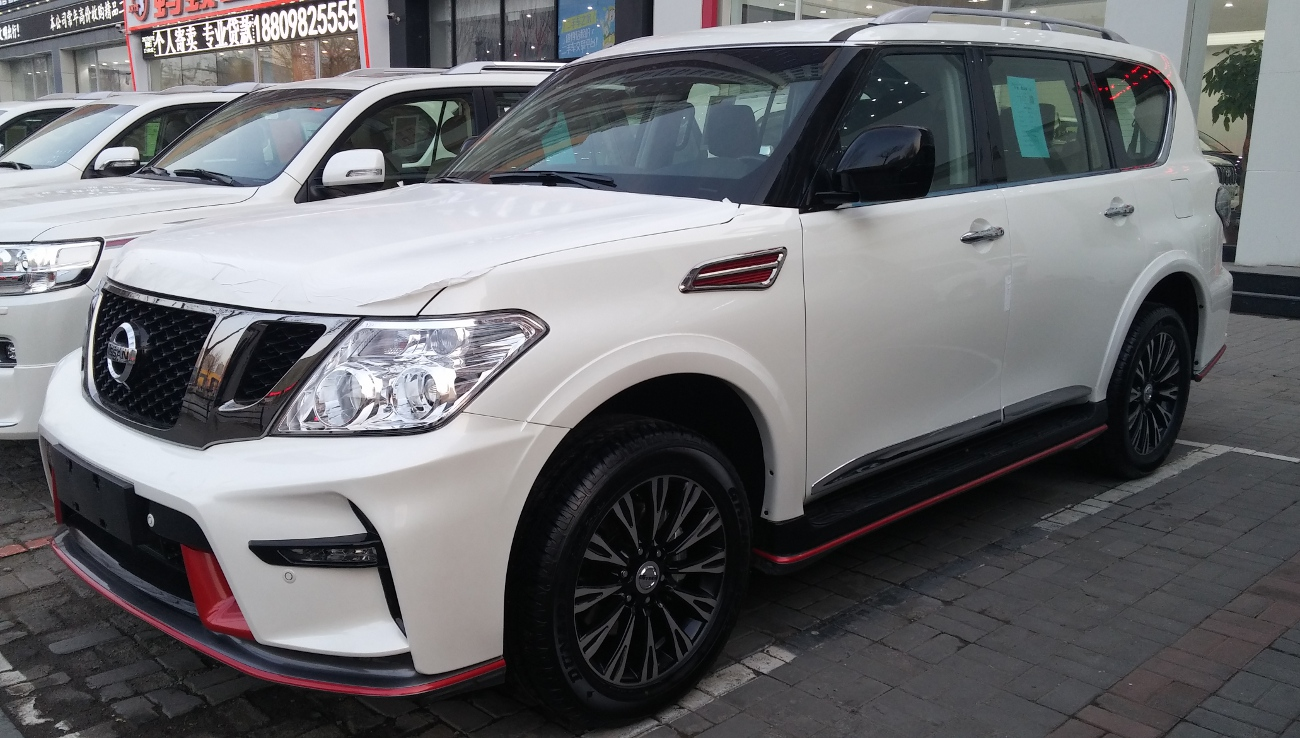
パトロールNISMO

#### コンプリートカー

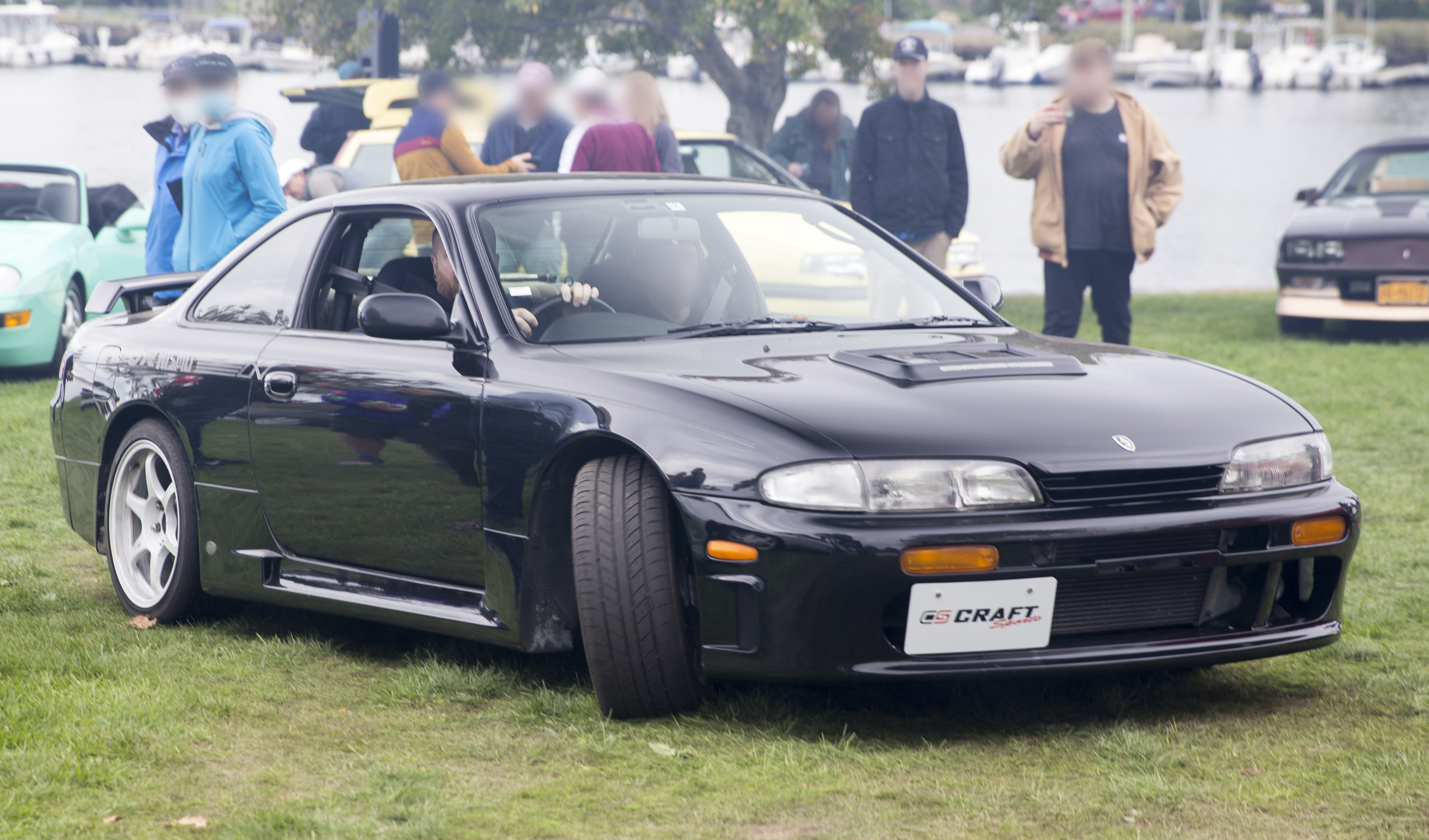
NISMO 270R

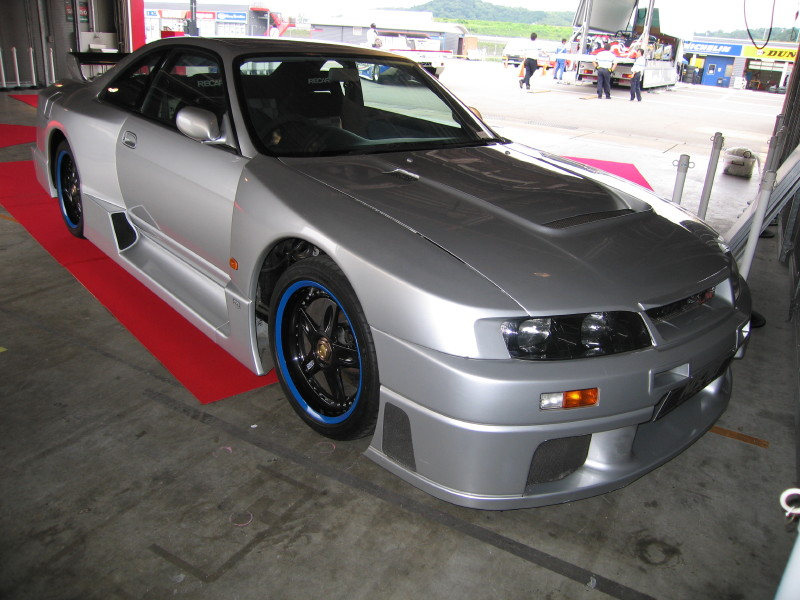
NISMO GT-R LM

## 製品・サービス
NISMOブランドを冠した自動車部品・自動車関連アクセサリー・グッズを発売している他、エンジンやミッション・足回りのチューニング作業や、エンジンのコンディションを新車状態に近づけるセッティング作業などのサービスメニューの提供、製造廃止により供給されなくなっていた旧型車の純正部品の復刻生産を柱とする「NISMOヘリテージパーツ」の販売を行う。